# Saint-Gineis-en-Coiron
Saint-Gineis-en-Coiron är en kommun i departementet Ardèche i regionen Auvergne-Rhône-Alpes i sydöstra Frankrike. Kommunen ligger  i kantonen Villeneuve-de-Berg som ligger i arrondissementet Largentière. År 2022 hade Saint-Gineis-en-Coiron 119 invånare.

## Befolkningsutveckling
Antalet invånare i kommunen Saint-Gineis-en-Coiron
Referens: INSEE